# Fan site
Un fan site, fansite o sito di fan è un sito web creato e amministrato da fan interessati a una celebrità, oggetto, sito web o fenomeno culturale, che può essere un libro, uno show televisivo, un film, un fumetto, un gruppo musicale, un gioco o simili.

## Caratteristiche
I fan site possono offrire solitamente una varia gamma di informazioni specializzate sul soggetto di culto, collezioni di immagini provenienti da variegate fonti, ultime notizie sull'argomento, file multimediali da scaricare, e anche altri contatti di interesse.
Molto diffuso è il fenomeno dei fan site "non ufficiali" (o unofficial): in questo caso non sono riconosciuti dalla persona a cui sono dedicati, oppure non sono accreditati dagli organi che ne promuovono l'immagine, o anche dall'organizzazione che cura il fenomeno a cui sono dedicati. Nel caso dei fan site non ufficiali, si pone potenzialmente il pericolo che le informazioni e i materiali ivi compresi siano falsi o detenuti illegalmente contro le leggi sul diritto d'autore.